# 压强
壓力 （）是物体间相互挤压而垂直作用在物体表面的一种弹性力，其作用效果用压力除以受力面积表示，同称压力（，常以{\displaystyle P}为符号），在中国大陆又称压强（如物理学中通称“压强”、基础教育阶段只称“压强”，而將“压力”一詞指稱「」）。壓力可用任意之力單位與面積單位進行測量，但因各学科与历史因素，其单位多样化，如：mmHg、mmH2O、torr、Pa、bar、psi、atm、Ba、g/cm2、kg/cm2、msw、fsw等等。但是，國際單位制以帕斯卡（每單位平方公尺的牛頓）為壓力單位。
絕對壓力為相對壓力（又稱計式壓強）加上該地大氣壓力。日常生活中用的壓力計，如車胎壓、血壓通常是測量相對壓力。
壓力在公式中常以英文字母「p」表示。壓力與力和面積的關係如下：
{\displaystyle p={\frac {F}{S}}}
其中:

- {\displaystyle p}代表壓力
- {\displaystyle F}代表垂直作用力
- {\displaystyle S}代表受力面積

或寫成微分形式：
{\displaystyle p=-\operatorname {d} \!{\mathit {F}}/\operatorname {d} \!{\mathit {S}}}
其中的負號表示力（朝向物體）與法向量的方向（從物體出發）相反。
根据上述公式，可以推导出计算液体壓力的公式：
{\displaystyle p={\frac {F}{S}}={\frac {G}{S}}={\frac {mg}{S}}={\frac {\rho Vg}{S}}=\rho gh}
即：
{\displaystyle p=\rho gh}
其中：
- {\displaystyle p}表示壓力
- {\displaystyle \rho }表示液體的密度
- {\displaystyle g}表示重力加速度
- {\displaystyle h}表示物體表面離液面的距離

## 單位
表中等號 = 表示精確值，约等號 ≈ 表示近似值，而恆等號 ≡ 表示定義值。
|        | 帕斯卡（Pa）    | 巴（bar）           | 工程大气压（at）    | 标准大气压（atm） | 托（Torr）         | 磅力每平方英寸（psi） |
| ------ | --------------- | ------------------- | ------------------- | ----------------- | ------------------ | --------------------- |
| 1 Pa   | ≡ 1 牛顿/平方米 | = 10−5 bar          | ≈ 10.197×10−6 at    | ≈ 9.8692×10−6 atm | ≈ 7.5006×10−3 Torr | ≈ 145.04×10−6 psi     |
| 1 bar  | = 100,000 Pa    | ≡ 106 达因/平方厘米 | ≈ 1.0197 at         | ≈ 0.98692 atm     | ≈ 750.06 Torr      | ≈ 14.504 psi          |
| 1 at   | = 98,066.5 Pa   | = 0.980665 bar      | ≡ 1 千克力/平方厘米 | ≈ 0.96784 atm     | ≈ 735.56 Torr      | ≈ 14.223 psi          |
| 1 atm  | = 101,325 Pa    | = 1.01325 bar       | ≈ 1.0332 at         | ≡ 101 325 帕      | = 760 Torr         | ≈ 14.696 psi          |
| 1 Torr | ≈ 133.322 Pa    | ≈ 1.3332×10−3 bar   | ≈ 1.3595×10−3 at    | ≈ 1.3158×10−3 atm | ≡ 1 毫米汞柱       | ≈ 19.337×10−3 psi     |
| 1 psi  | ≈ 6,894.76 Pa   | ≈ 68.948×10−3 bar   | ≈ 70.307×10−3 at    | ≈ 68.046×10−3 atm | ≈ 51.715 Torr      | ≡ 1 磅力/平方英寸     |

## 压强与能量密度
在中子星的形成条件中，由于压强与能量的体积密度具有相同的量纲，有时使用压强来表示能量密度的数值。相关的数学关系可以在统计物理学中推得。

## 压力检测办法

### 压力表分类
压力检测仪表按照其转换原理不同，可分为液柱式、弹性式、活塞式和电气室四大类。
它们的工作原理、主要特点、应用场合列表
| 压力检测仪表的种类 | 压力检测仪表的种类                  | 压力检测仪表的种类 | 检测原理                                                       | 主要特点                                                         | 用 途                                                    |
| 液柱式压力计       | U型管压力计                         | U型管压力计        | 液体静力平衡原理(被测压力与一定高度的工作液体产生的重力相平衡) | 结构简单、价格低廉、精度较高、使用方便。但测量范围较窄，玻璃易碎 | 适于低微静压测量，高精确度者可用作基准器，不适于工厂使用 |
| 液柱式压力计       | 单管压力计                          |                    | 液体静力平衡原理(被测压力与一定高度的工作液体产生的重力相平衡) | 结构简单、价格低廉、精度较高、使用方便。但测量范围较窄，玻璃易碎 | 适于低微静压测量，高精确度者可用作基准器，不适于工厂使用 |
| 液柱式压力计       | 倾斜管压力计                        |                    | 液体静力平衡原理(被测压力与一定高度的工作液体产生的重力相平衡) | 结构简单、价格低廉、精度较高、使用方便。但测量范围较窄，玻璃易碎 | 适于低微静压测量，高精确度者可用作基准器，不适于工厂使用 |
| 液柱式压力计       | 补偿微压计                          |                    | 液体静力平衡原理(被测压力与一定高度的工作液体产生的重力相平衡) | 结构简单、价格低廉、精度较高、使用方便。但测量范围较窄，玻璃易碎 | 适于低微静压测量，高精确度者可用作基准器，不适于工厂使用 |
| 液柱式压力计       | 自动液柱式压力计                    |                    | 液体静力平衡原理(被测压力与一定高度的工作液体产生的重力相平衡) | 结构简单、价格低廉、精度较高、使用方便。但测量范围较窄，玻璃易碎 | 适于低微静压测量，高精确度者可用作基准器，不适于工厂使用 |
| 弹性式压力计       | 弹簧管压力计                        | 弹簧管压力计       | 弹性元件弹性变形原理                                           | 结构简单、牢固,使用 方便，价格低廉                               | 用于高、中、低压的测量，应用十分广泛                     |
| 弹性式压力计       | 波纹管压力计                        | 波纹管压力计       | 弹性元件弹性变形原理                                           | 具有弹簧管压力表的特点，有的因波纹管位移 较大,可制成自动记录型   | 用于测量400 kPa 以下的压力                               |
| 弹性式压力计       | 膜片压力计                          | 膜片压力计         | 弹性元件弹性变形原理                                           | 除具有弹簧管压力表的特点外，还能测量黏度 较大的液体压力          | 用于测量低压                                             |
| 弹性式压力计       | 膜盒压力计                          | 膜盒压力计         | 弹性元件弹性变形原理                                           | 用于低压或微压测量，其他特点同弹簧管压力表                       | 用于测量低压或微压                                       |
| 活塞式压力计       | 单活塞式压力计                      | 单活塞式压力计     | 液体静力平衡原理                                               | 比较复杂和贵重                                                   | 用作基准仪器、校验压力表或实现精密测量                   |
| 活塞式压力计       | 双活塞式压力计                      |                    | 液体静力平衡原理                                               | 比较复杂和贵重                                                   | 用作基准仪器、校验压力表或实现精密测量                   |
| 电气式压力计       | 压力传感器                          | 应变式压力传感器   | 导体或半导体的应变效应原理                                     | 将压力转换成电量，并进行远距离传送                               | 用于控制室内集中显示、控制                               |
| 电气式压力计       | 压力传感器                          | 霍尔式压力传感器   | 导体或半导体的霍尔效应                                         | 将压力转换成电量，并进行远距离传送                               | 用于控制室内集中显示、控制                               |
| 电气式压力计       | 压力(差压) 变送器(分常规式和智能式) | 力矩平衡式变送器   | 力矩平衡原理                                                   | 能将压力表转换成统一标准电信号，并进行远距离传送                 | 用于控制室内集中显示、控制                               |
| 电气式压力计       | 压力(差压) 变送器(分常规式和智能式) | 电容式变送器       | 将压力转换成电容器电容的变化                                   | 能将压力表转换成统一标准电信号，并进行远距离传送                 | 用于控制室内集中显示、控制                               |
| 电气式压力计       | 压力(差压) 变送器(分常规式和智能式) | 电感式变送器       | 将压力转换成电感的变化                                         | 能将压力表转换成统一标准电信号，并进行远距离传送                 | 用于控制室内集中显示、控制                               |
| 电气式压力计       | 压力(差压) 变送器(分常规式和智能式) | 扩散硅式变送器     | 将压力转换成硅杯的阻值的变化                                   | 能将压力表转换成统一标准电信号，并进行远距离传送                 | 用于控制室内集中显示、控制                               |

## 相關意義
此外，發生在兩個物體接觸表面、垂直於該表面的作用力，亦可稱為壓力。